# Třída California
Třída California byla lodní třída raketových křižníků Námořnictva Spojených států amerických s jaderným pohonem. Celkem byly postaveny dvě jednotky této třídy. Jejich hlavním úkolem byl doprovod a protivzdušná obrana svazů letadlových lodí, dále doprovod konvojů či podpora výsadkových operací. V operační službě byly v letech 1974–1998. Byly to první americké hladinové válečné lodě s jaderným pohonem, které byly postaveny v sérii. Původně byly klasifikovány jako fregaty a teprve roku 1975 bylo jejich označení změněno na křižníky.

## Stavba
V letech 1970–1975 byly loděnicí Newport News Shipbuilding & Dry Dock Company v Newport News ve státě Virginie postaveny dva křižníky této třídy.
Jednotky třídy California:
| Jméno                       | Loděnice        | Zahájení stavby  | Spuštěna na vodu | Vstup do služby | Osud         |
| --------------------------- | --------------- | ---------------- | ---------------- | --------------- | ------------ |
| USS California (CGN-36)     | Newport News SB | 23. ledna 1970   | 22. září 1971    | 16. února 1974  | vyřazen 1999 |
| USS South Carolina (CGN-37) | Newport News SB | 1. prosince 1970 | 1. července 1972 | 25. ledna 1975  | vyřazen 1999 |

## Konstrukce

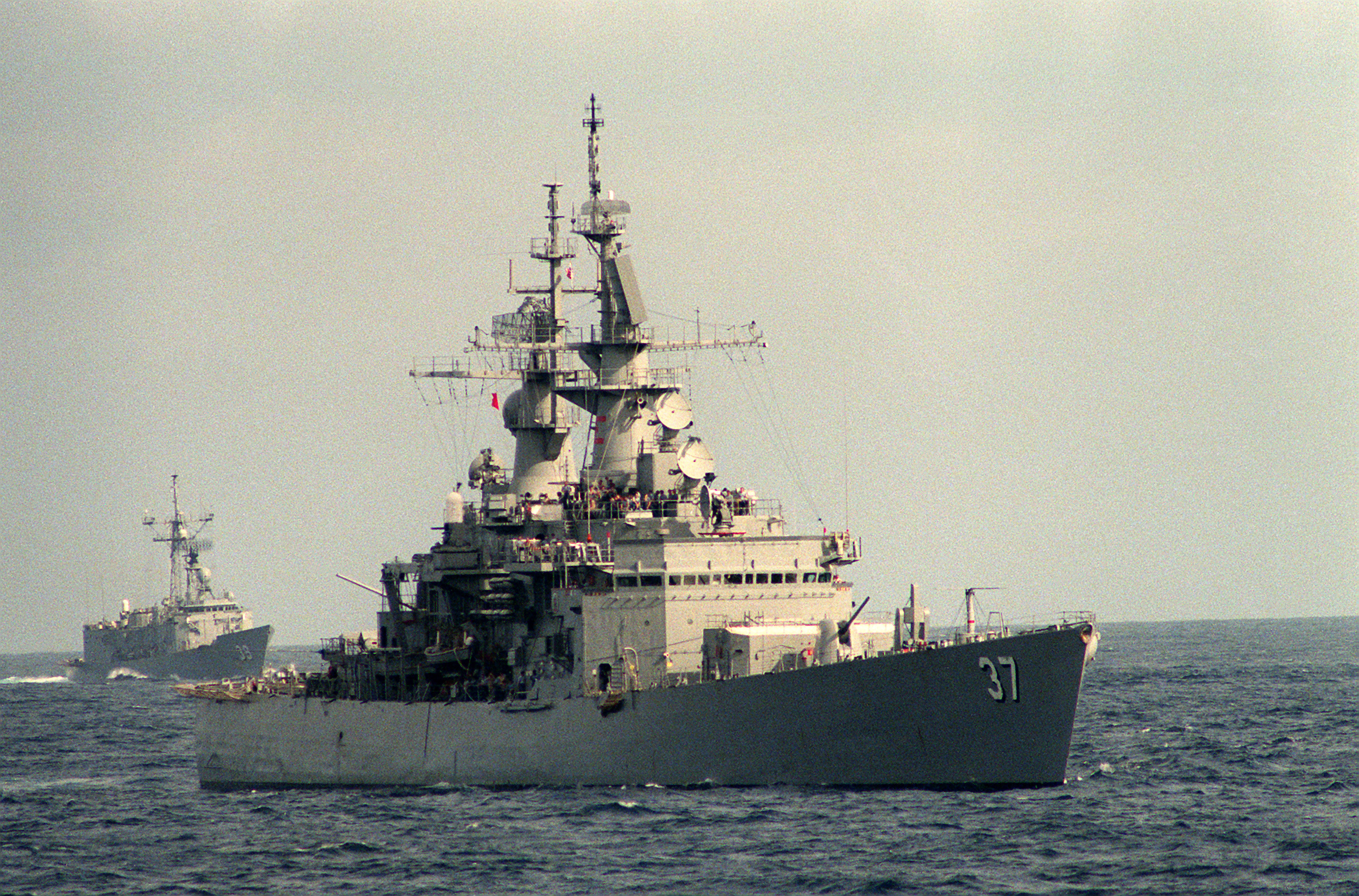
USS South Carolina (CGN-37)

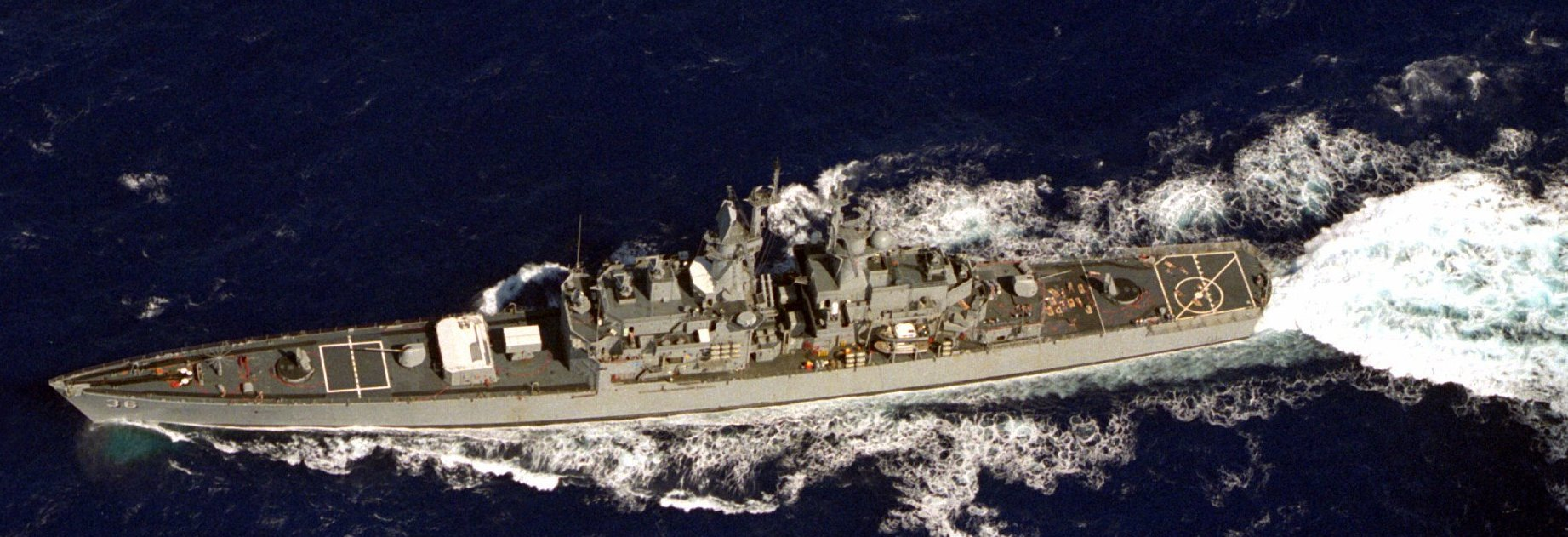
USS California (CGN-36)

Po dokončení byla výzbroj následující. Hlavňovou výzbroj tvořily dva 127mm kanóny ve věžích na přídi a zádi. Před a za nástavbou byla také umístěna jednoduchá odpalovací zařízení Mk 13 pro protiletadlové řízené střely RIM-24 Tartar. Protiponorkovou výzbroj představovalo osminásobné vypouštěcí zařízení Mk 12 raketových torpéd RUR-5 ASROC před nástavbou (neseno bylo celkem dvacet čtyři rezervních střel) a čtyři jednohlavňové 324mm protiponorkové torpédomety. Vybaveny též byly plošinou pro případné přistání vrtulníku, nenesly však hangár k jeho uskladnění.
Pohonný systém tvořily dva reaktory D2G firmy General Electric a dvě turbíny. Lodní šrouby byly dva. Nejvyšší rychlost dosahovala 30 uzlů.

### Modernizace
V 80. letech byla výzbroj rozšířena a modernizována - na nástavbě se objevily dva čtyřnásobné kontejnery protilodních střel RGM-84 Harpoon a lodě dostaly též dva 20mm hlavňové systémy blízké obrany Phalanx. Používána byla rovněž modernější verze protiletadlových řízených střel - Standard SM-1MR.